# Чьеу Минь-выонг
Чьеу (Чиеу) Минь-выонг (вьет. Triệu Minh Vương, кит. 趙明王, палл. Чжао Мин-ван) — третий правитель государства Намвьет (Наньюэ), правивший с 125 по 113 годы до н. э. Имя при рождении — Ань Те (вьет. Anh Tề, кит. 嬰齊, палл. Ин-ци).

## Жизнеописание
Чьеу Ань Тэ был старшим сыном Чьеу Ван-выонга, в правление отца, в 135 году до н. э., король Миньюэ Ин (кит. 郢) пошёл на Намвьет походом, и Ван-выонг был вынужден обратиться к династии Хань за помощью. Император У-ди послал отряд, атаковавший Миньюэ, и под давлением Хань брат Ина, Юшань (кит. 余善), убил Ина и сдался Хань. Ван-выонг в благодарность отправил Ань Тэ ко двору служить дворцовым стражником (кит. трад. 宿衛, упр. 宿卫, пиньинь sùwèi, палл. сувэем). Ань Тэ женился на ханьской женщине по имени Цзюши (кит. 樛氏), родившей ему второго сына Чьеу Хынга.
Чьеу Ван-выонг у 122 году до н. э. был тяжело болен, и Чьеу Ань Тэ получил императорское разрешение вернуться в Наньюэ для ухода за отцом. В том же году Ван-выонг умер, а Ань Тэ стал императором по именем Чьеу Минь-выонг. Несмотря на принцип первородства, император сделал своим преемником не первого сына, Чьеу Кьен Дыка, а второго, Чьеу Хынга.
О Чьеу Ань Те в летописях говорится, что он был тираном и убивал подчинённых без разбору. Умер от болезни в 115 году до н. э.